# Thecosomata
Die Thecosomata (griech. „Schalenkörper“), früher Pteropoda („Flügelfüßer“), auch als „Seeschmetterlinge“ oder „Flügelschnecken“ bezeichnet, sind eine Unterordnung der Hinterkiemerschnecken. Die planktischen Meeresschnecken sind allesamt sehr klein; die Größe ihrer Gehäuse beträgt meist weniger als 1 cm.

## Merkmale
Die Thecosomata zeigen eine Reihe von Anpassungen an die planktische Lebensweise. So hat ihr Fuß die Gestalt zweier flügelförmiger Lappen (Parapodien), mit denen sie sich rücklings im freien Wasser treiben lassen oder durch Ruderbewegungen aktiv fortbewegen. Ihre in der Form sehr unterschiedlichen Kalkschalen sind, wenn vorhanden, bilateralsymmetrisch, wie das ganze Tier meist farblos und gewöhnlich weniger als 1 cm lang. Schale und Kiemen sind bei einigen Familien zurückgebildet.
Die Schnecken leben von Plankton, das bei einigen Arten mit einem bis zu 5 cm breiten, die Schnecke in der Größe weit übertreffenden Netz gefangen wird. Bei Störung wird das Netz abgeworfen. Die Tiere wandern im Tagesablauf vertikal, wobei sie ihrer Planktonnahrung folgen: Nachts sind sie nahe der Oberfläche, tagsüber in größeren Tiefen anzutreffen.

## Systematik
Die Taxonomie der Schnecken unterliegt Revisionen und Wandel.
Daher gibt es verschiedene Systematiken.
Als klassisch wird meist die auf J.Thiele (1929–1935)
zurückgehende betrachtet. Sie war bis in die 1990er anerkannt. Eine modernere und die letzte aufgrund rein morphologischer Ansätze aufgestellte Systematik ist die von Ponder & Lindberg (1997).
Die aktuelle Systematik ist phylogenetisch orientiert und geht zurück auf
Bouchet & Rocroi (2005).
Die Thecosomata gehörten früher zur bis ins 20. Jahrhundert hinein existierende Gruppe der Flügelschnecken (Pteropoda).
Die Pteropoda bildeten Ende des 19. Jahrhunderts eine Ordnung der Gastropoda, Anfang des 20. Jahrhunderts sogar eine eigene Klasse der Weichtiere. In moderneren Taxonomien bilden sie eine Unterordnung oder nehmen einen vergleichbaren Rang ein.

### Systematik nach Bouchet & Rocroi (2005)
- Klasse Gastropoda        G. Cuvier,                   1797
  - Klade Heterobranchia    J.E. Gray,                   1840
    - informelle Gruppe Opisthobranchia   H. Milne Edwards,            1848
      - Klade Thecosomata     H.D.M. de Blainville         1824
        - Überfamilie Cavolinioidea     J.E. Gray,                   1850 (1815)
          - Familie Cavoliniidae      J.E. Gray,                   1850 (1815)
          - Familie Limacinidae       Costa,                       1873
          - Familie           † Sphaerocinidae  Pelseneer,                   1886
          - Familie Pneumodermatidae  P.A. Latreille,              1825

        - Überfamilie Cymbulioidea      J.E. Gray,                   1840
          - Familie Cymbuliidae       J.E. Gray,                   1840
          - Familie Desmopteridae     Chun,                        1889
          - Familie Peraclidae        Tesch,                       1913

Die Familie der Pneumodermatidae wechselte von den
Gymnosomata in die Überfamilie Cavolinioidea.

### Systematik nach Ponder & Lindberg (1997)
- Klasse Gastropoda        G. Cuvier,                   1797
  - Unterklasse Orthogastropoda   W.F. Ponder & D.R. Lindberg, 1995
    - Teilklasse Apogastropoda     L. Salvini-Plawen & G. Haszprunar, 1987
      - Überordnung Heterobranchia     J.E. Gray,                   1840
        - Gruppe Euthyneura         J.W. Spengel,                1881
          - Ordnung Opisthobranchia   H. Milne Edwards             1848
            - Unterordnung Thecosomata     H.D.M. de Blainville,        1824
              - Teilordnung Euthecosomata
                - Überfamilie Cavolinioidea     J.E. Gray,                   1850 (1815)
                - Überfamilie Limacinoidea      J.E. Gray,                   1840

              - Teilordnung Pseudothecosomata
                - Überfamilie Cymbulioidea      J.E. Gray,                   1840
                - Überfamilie Peraclidoidea